# Everniicola flexispora
Everniicola flexispora är en lavart som beskrevs av D. Hawksw. 1982. Everniicola flexispora ingår i släktet Everniicola, divisionen sporsäcksvampar och riket svampar.  Arten är reproducerande i Sverige. Inga underarter finns listade i Catalogue of Life.